# Sam Alphand
Sam Alphand (29 settembre 1997) è uno sciatore alpino francese.
È figlio di Luc e fratello di Estelle e Nils, a loro volta sciatori alpini di alto livello.

## Biografia
Attivo in gare FIS dal marzo del 2014, in Coppa Europa Alphand ha esordito il 2 gennaio 2015 a Chamonix in slalom speciale, senza completare la prova, e ha conquistato il primo podio il 13 febbraio 2019 a Sarentino in combinata (2º). Ha debuttato in Coppa del Mondo il 17 gennaio 2020 a Wengen combinata, senza completare la gara; non ha preso parte a rassegne olimpiche o iridate.

## Palmarès

### Coppa del Mondo
- Miglior piazzamento in classifica generale: 138º nel 2022

### Coppa Europa
- Miglior piazzamento in classifica generale: 21º nel 2019
- Vincitore della classifica di combinata nel 2019
- 2 podi:
  - 1 secondo posto
  - 1 terzo posto